# 60558 Equeclo
60558 Equeclo é um centauro localizado no exterior do Sistema Solar. Foi descoberto em 2000 e inicialmente classificado como um asteroide com a designação provisória 2000 EC98 (também escrito como 2000 EC98). Uma pesquisa feita em 2001 por Rousselot e Petit no observatório de Besançon, na França não mostrou nenhuma evidência de atividade típica de cometas, mas no final de dezembro de 2005, um coma foi detectada. No início de 2006 a Comitê de Nomenclatura de Corpos Menores (CSBN, na sua sigla em inglês) deu-lhe a designação cometário 174P/Equeclo. Ele virá ao periélio em abril de 2015, e deve alcançar uma magnitude aparente de cerca de 16,7 perto da oposição, em setembro de 2015.

## Descoberta e nomeação
60558 Equeclo foi descoberto no dia 30 de março de 2000, pelo Spacewatch. Esse corpo celeste recebeu o nome em honra de Equeclo, um centauro na mitologia grega.

## Características orbitais
A órbita de 60558 Equeclo tem uma excentricidade de 0,456 e possui um semieixo maior de 10,692 UA. O seu periélio leva o mesmo a uma distância de 5,816 UA em relação ao Sol e seu afélio a 15,568 UA.